# 迪克西·沃克
弗瑞德·E·「迪克西」·沃克（英語：Fred E. "Dixie" Walker，1910年9月24日—1982年5月17日），為美國職棒大聯盟的右外野手。生涯曾效力過洋基、白襪、老虎、道奇與海盜等隊。他生涯一共入選5次明星賽，1947年，他曾試圖阻止道奇隊簽下傑基·羅賓森—大聯盟首位黑人選手，導致他後期名聲不佳。
沃克在美聯9年的打擊率為2成95，到了國聯11年的打擊率為3成10。

## 早年
1910年9月24日，沃克生於喬治亞州的維拉里卡。沃克出生於棒球世家，父親埃瓦特·沃克和叔叔厄尼·沃克都是1910年代的大聯盟球員，弟弟哈利·沃克於1940年至1955年也在大聯盟打球。他們家族四人都是右投左打。

## 職業生涯
沃克的職業生涯起步於洋基隊，他起初被視為貝比·魯斯的接班人，因為兩人都是左外野手。
1930年代末，沃克輾轉到了白襪與老虎兩隊。不過他到了道奇才開始他的巔峰期，他在道奇隊連續五年入選明星賽。1944年，他力壓斯坦·穆休拿下國聯打擊王，隔年又拿下國聯打點王。
1946年，大聯盟組成了美國球員工會，但未滿一年便宣告解散。球季結束後，球員自發性組成球員工會。沃克便成為國聯球員工會代表，而美聯的代表是洋基隊的Johnny Murphy。
1947年球季結束後，沃克加入海盜隊。在海盜打了兩年後宣布退休。

## 種族融合
沃克屬於反對黑人參與大聯盟的球員之一，1947年，道奇隊老闆Branch Rickey簽下第一名黑人聯盟球員傑基·羅賓森。沃克甚至寫親筆信給Rickey要求球隊將他交易，因為他不想和羅賓森待在同支球隊。但Rickey透過總教練表示，只要一名球員能幫助球隊贏球，不管他的膚色為何都能加入球隊。
1981年，沃克在一段訪問中提及當年的交易。他表示那次請求跟羅賓森本人無關，只是剛好在那個時間點，他被媒體推為反對種族融合的代罪羔羊。不過沃克也很後悔自己當時寫了那封信。
2014年，美國作家Roger Kahn在《Rickey & Robinson : the true, untold story of the integration of baseball》一書中提到，沃克曾要求其他大聯盟球員參與罷工，以阻止羅賓森進入大聯盟。

## 個人生活
沃克在1936年結婚，並育有3子2女。1982年5月17日，他因為大腸癌去世，享年71歲。

## 生涯打擊成績
| 出賽次數 | 打席 | 打數 | 得分 | 安打 | 二安 | 三安 | 全壘打 | 打點 | 盜壘 | 保送 | 三振 | 打擊率 | 上壘率 | 長打率 | OPS  |
| -------- | ---- | ---- | ---- | ---- | ---- | ---- | ------ | ---- | ---- | ---- | ---- | ------ | ------ | ------ | ---- |
| 1905     | 7669 | 6740 | 1048 | 2064 | 376  | 96   | 105    | 1023 | 59   | 817  | 325  | .306   | .383   | .437   | .820 |

## 外部連結
- 球員資訊和成績在MLB，ESPN，Baseball-Reference，Fangraphs（英文）